# سووبودکا
سووبودکا (به لاتین: Svobodka) یک منطقهٔ مسکونی در روسیه است که در استان آمور واقع شده‌است.